# 올더스 헉슬리

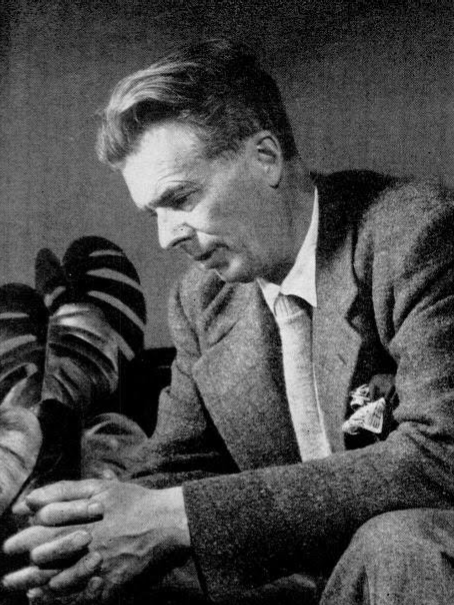
올더스 헉슬리

헉슬리가의 족보

올더스 레너드 헉슬리(Aldous Leonard Huxley, 1894년 7월 26일 - 1963년 11월 22일)는 영국 출신의 작가이다. 그는 소설과 다양한 분야에 걸친 수필로 가장 유명하나, 단편이나 시, 기행문, 각본 등도 집필했다.
헉슬리는 레너드 헉슬리의 아들이자 토머스 헨리 헉슬리의 손자로 태어났다. 이튼 칼리지를 졸업하고 의학도가 되려 하였으나, 점상 망막염을 앓고 3년간 사실상 맹인으로 지낸 후에는 그 길을 접고 옥스퍼드 대학교의 베일리얼 칼리지에서 영문학을 수학했다.
헉슬리가 본격적으로 소설가로서의 활동을 시작한 것은 1921년 소설 《크롬 옐로》로 인정을 받고 나서다. 소설 외에도 여러 수필들을 짓기도 했다. 그의 소설과 수필에서는 사회적 관행, 규범, 사상등에 대한 탐구와 비판이 주로 나타난다.
사망 전에는 말을 할 수가 없게 되어, 아내에게 종이로 "LSD 100 마이크로그램 근육 내 주사"와 같은 요청을 했다 한다. 그의 사망에 대한 기록은 그의 아내의 책 "이 영원한 순간"(This Timeless Moment)에서 찾아볼 수 있는데, 그녀는 헉슬리가 별세한 날 11시 45분, 한 번의 LSD 주사를 놓고 2시간 후 다시 LSD를 주사했다고 한다. 그리고 그 날 17시 20분에 평화롭게 사망했다. 사망에 대한 언론의 보도는 같은 날 암살당한 존 F. 케네디에 의해 가려져서 그의 명성에 비해 크지 못했다.

## 주요 작품
아래는 한국어 역이 있는 작품들이다.

### 소설
- 《연애대위법》 (1928년)
- 《멋진 신세계》 (1932년)
- 《원숭이와 본질》 (1948년) Ape and Essence
- 《섬》 (1962년) Island

제이콥의 손 (1997년 발굴) Jacob's Hands - A Fable

### 비소설
- 《영원의 철학》 (1944년) The Perennial Philosophy
- 《지각의 문》 (1954년) The Doors of Perception